# Ібрагім Акіл
Ібрагім Акіл (араб. ابراهيم عقيل; 24 грудня 1962, Беднаель, Бекаа, Ліван — 20 вересня 2024, Гарет-Грейк, Бейрут, Ліван) — був ліванським терористом, воєначальником шиїтської бойової організації «Хезболла». Відомий під псевдонімом Аль-Хадж Абдул Хадер.

## Біографія
Брав участь у створенні Хезболли у 1980-х рр. З 2004 року обіймав посаду керівника сил спеціальних операцій, відповідав за діяльність терористичної організації у сферах диверсійних атак, протитанкового вогню, зарядів вибухових речовин, протиповітряної оборони та інших військових аспектів.
За даними Державного департаменту, американська влада розшукувала Акіла за його роль у двох вибухах у 1983 році, в результаті яких загинуло понад 350 осіб у посольстві США в Бейруті 18 квітня і казармах морської піхоти США 23 жовтня. США оголосили Акіла в розшук та оголосила за його голову нагороду у 7 млн доларів.
Під час Ліванської війни 2006 року Акіл відповідав за координацію розвідувальної діяльності між Хезболлою та сирійською армією.
Після вторгнення ХАМАСу в Ізраїль в жовтні 2023 року Акіл був одними з організаторів плану нападу на Галілею, згідно з яким "Хезболла" планувала захопити ізраїльські громади на півночі Ізраїлю, подібно до того, як це зробило угруповання ХАМАС.

## Ліквідація
20 вересня 2024 року ліквідований внаслідок ізраїльського авіаудару по південному передмістю Бейрута. Окрім Акіла, ударом було ліквідовано також весь вищий оперативний склад і крівництво спецзагону "Радван".